# Real sociedad de grabadores

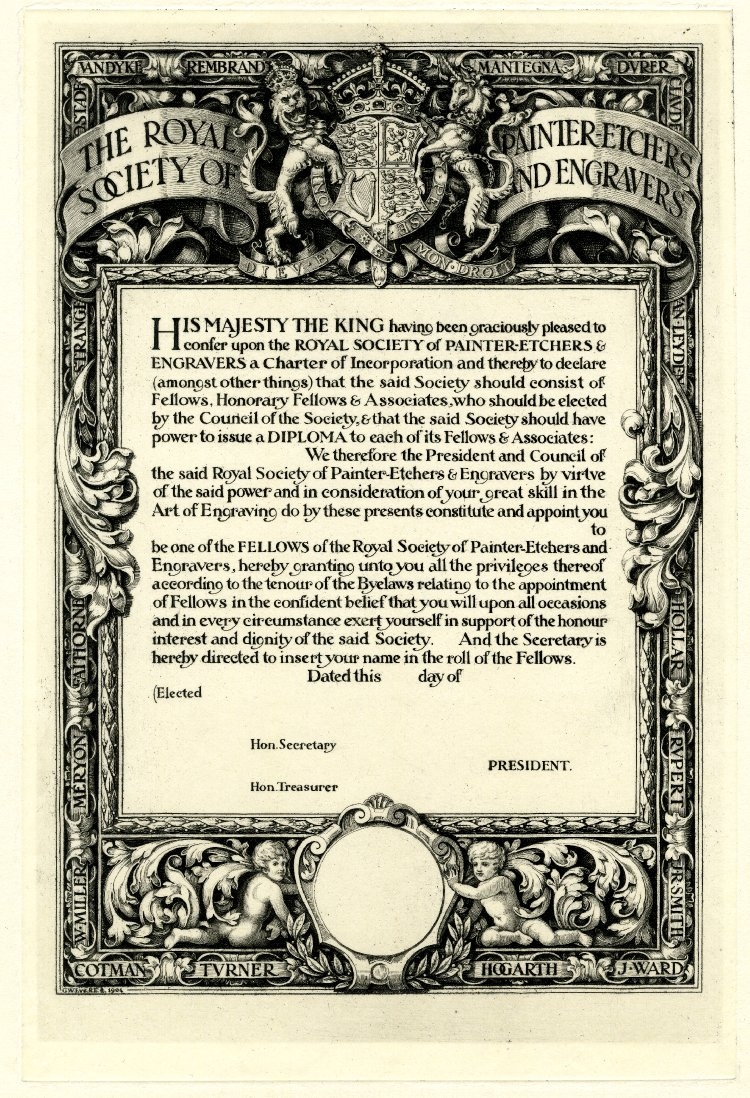
Diploma de miembro de la Real sociedad de Grabadores

La Royal Society of Painter-Printmakers en inglés (o Real Sociedad de Grabadores)), hasta 1991 llamada Royal Society of Painter-Etchers and Engravers (Real Sociedad de Grabadores al aguafuerte y otros) es una institución de arte en Londres, Reino Unido.
La Real Sociedad de Grabadores era una sociedad de grabadores establecida en Londres en 1880 y a la que se le concedió un Decreto Real en 1888.
Establecieron a la sociedad como la Sociedad de los Grabadores al aguafuerte para la promoción del aguafuerte original como forma de arte, inspirada por el grupo francés del mismo nombre que existió en París.

## Socios y presidentes
Los primeros seis socios, elegidos todo el 31 de julio de 1880, eran Francisco Seymour Haden, 1880-1910), Sir Francis Job Short (1910-1938), Malcolm Osborne (1938-1962), Robert Austin (1962-1970), Paul Drury (1970-1975), Harry Eccleston (1975-1989 y Joseph Winkelman (1989-1991), Alcanzó su carta real en 1888, convirtiéndose en la Royal Society of Painter-Etchers and Engravers.
La sociedad tuvo muy pocos presidentes. Eran: Sir Francisco Seymour Haden (1880-1910), sir Job Short (1910-1938), Malcolm Osborne (1938-1962), Roberto Austin (1962-1970), Paul Drury (1970-1975), Harry Eccleston (1975-1989) y José Winkelman (1989-1991), cuando retitularon a la sociedad. Antes de 1911, cuando rey George V concedió una carta de la incorporación y de ordenanzas municipales, el R.E., mientras que vino ser considerado honorífico, había crecido en prestigio y se había establecido completamente. A partir de 1919, en el símbolo de la solidaridad, han elegido a los presidentes de la academia real siempre los socios honorarios de la R.E.
En 1920 la calidad de miembro fue ampliada para permitir a los artistas que produjeron impresiones de medios con excepción de los grabadores en metal, tales como el cual permitió la elección del artista en xilografía Gwen Raverat. Otra innovación en el mismo año era la formación de a la Print Collectors' Club que se limitará a 300 miembros cada uno de quién recibió una impresión anual de la presentación.
Dieron derecho los socios plenos a utilizar las iniciales R.E. después de que su nombre y asociados, una clase de calidad de miembro establecida en 1887, podrían utilizar las iniciales A.R.E. Los miembros notables (y su fecha de la elección a una beca completa) incluyeron: Guillermo Strang (1881), Joseph Pennell (1882), Auguste Rodin (1882), Herberto Dicksee (1885), Gualterio Sickert (1887), sir David Cameron joven (1895), sir Frank Brangwyn (1903), Ernesto Stephen Lumsden (1915), Guillermo Walcot (1920), Edmundo Blampied (1921), Gerald Brockhurst (1921), Sir de Laura (1932), Charles Tunnicliffe (1934), Sir William Russell Flint (1933) y Joan Hassall (1948).
La sociedad cambió su nombre a la Sociedad real de Pintor-Printmakers en 1991. Su dirección es Galería de Bankside, Calle 48 Hopton, Londres SE1 9JH, Inglaterra.